# Your Mother Should Know
Your Mother Should Know (Lennon/McCartney) är en låt av The Beatles från 1967.

## Låten och inspelningen
Efter att gruppen tagit en välbehövlig vila från studion i två månader (man hade praktiskt taget spelat in oavbrutet från november 1966 till juni 1967) återupptog man arbetet med denna pastisch på äldre musik, skapad av Paul McCartney. Titeln bygger på en refräng ur filmen A Taste of Honey (vars titelspår The Beatles gjorde en cover på). I övrigt bygger melodi och arrangemang i mycket på den typ av musik som McCartney hört sin pappa Jim spela och lyssna på. Låten tillkom vid fyra tillfällen, 22 – 23 augusti samt 16 och 29 september 1967. Det är här enbart gruppen som spelar på skivan även om McCartney spelar både piano och bas och John Lennon trakterar orgel. Låten kom med på den dubbla EP:n/LP:n Magical Mystery Tour, som utgavs i USA som LP 27 november 1967 och i England som en dubbel-EP 8 december 1967. 